# 南京市第五中学
南京市第五中学是一所普通高级中学。位于江苏省南京市秦淮区莫愁路天妃巷121号。现任校长徐光静。由南京市立第五中学和南京市青年会中学在1951年合并。知名校友包括文学家余光中和中国国民党荣誉党主席连战（青年会中学时期）和剧作家沙叶新等。

## 歷史
南京五中的前身是國立第二臨時中學和南京市青年会中学。1945年10月籌建12月1日開學。1946年8月學校改歸市屬，更名南京市第五中學。1951年春，南京青年會中學併入南京五中。

## 知名校友
南京市第五中學辦學60多年來，為社會培養了數以萬計的各類人才：兩院院士、核物理學家喬登江、陳達，文學家周而复、余光中，劇作家張弦、沙葉新，音樂家吳祖強、楊鴻年，澳大利亞工程院院士唐文華，北京市市長郭金龍、商務部副部長魏建國、中國駐美國代表陳錫蕃等都是五中校友。